# XB-31轟炸機
Douglas XB-31(Douglas Model 332是道格拉斯飛行器公司為美國陸軍航空軍提出的超重型轟炸機設計，同時的競爭對手還有B-29超級堡壘轟炸機、XB-30轟炸機和B-32統治者轟炸機。

## 發展
1938年左右，美國陸軍五星上將、美國陸軍航空兵團司令亨利·阿諾德認為歐洲和太平洋爆發戰爭的可能性日益增加。 為了滿足空軍的長期需求，阿諾德成立了一個由W.G.基爾納準將(英語：W. G. Kilner)擔任主席的特別委員會；查爾斯·林白是成員之一。道格拉斯公司當時正在開發一種更大的、翼展212foot(64.6meter)的四發戰略轟炸機，即XB-19轟炸機，該機於1941年6月下旬首飛。
在參觀了納粹德國空軍基地後，林德伯格確信納粹德國遠遠領先其他歐洲國家。在1939年的一份報告中，該委員會提出了多項建議，包括開發新型遠程重型轟炸機。當歐洲爆發戰爭時，阿諾德請求對能夠設計飛行5,000miles(8,000km)的超遠程轟炸機的公司提出提案。1939年12月2日該提案獲得批准。
在整個1939年和1940年，道格拉斯研究了使用不同發動機（萊特 R-2600、普惠R-2800雙黃蜂引擎、萊特 R-2160、萊特 R-3350)的 Model 332方案，所有的設計都具有大致相同的航程。
XB-31設計最終遭拒絕，取而代之的是B-29超級堡壘轟炸機和B-32統治者轟炸機，因為美國陸軍航空兵團認為B-29的設計優於道格拉斯和洛克希德。

### 註記
1. ↑  Buttler, Tony, and Griffith, Alan, 2015. American Secret Projects: Fighters, Bombers, and Attack Aircraft, 1937-1945. Manchester: Crecy Publishing. ISBN 978-1906537487.
2. ↑  .   [2023-12-05]. （原始内容存档于2016-06-04）.

### 書目
- Francillon, René J. McDonnell Douglas Aircraft since 1920. London: Putnam & Company Ltd., 1979. ISBN 0-370-00050-1.
- Jones, Lloyd S. U.S. Bombers: B-1 1928 to B-1 1980s. Fallbrook, California: Aero Publishers, Inc., 1974. ISBN 0-8168-9126-5.